# فريج مشبر
فريج مشبر حي (فريج بالمحلية) قديم مجاور لسوق المنامة في مدينة المنامة عاصمة مملكة البحرين حيث كانت المنطقة جزء من الجوهر الأصلي للمنامة القديمة قبل توسعها في القرن 20.
تأسس الفريج في أوائل القرن 19 من قبل الإيرانيين الذين يعيشون في هذا البلد.

## قناة مشبر
منطقة معروفة بفضل قناة مشبر وهي إحدى القنوات المائية تحت شمال البحرين التي كانت تمدد العاصمة بالمياه. أغلب سكان القناة من الشيعة وتشير المصادر التاريخية أن فريج مشبر وفريج الحمام تشكلا حول هذه القناة. كما أدى هذا الأمر أيضا إلى إنشاء أقدم مكانين دينيين شيعيين في المنامة وهما جامع المؤمن (الذي ذكر لأول مرة في 1738) ومأتم بن أمان حيث يتم تنظيم مواكب عاشوراء.
أثناء غزو آل خليفة للبحرين في عام 1783 فإنهم استخدموا قناة مشبر لاحتلال قلعة ديوان الفارسية التي صارت بعد ذلك المقر الإداري للبحرين.

### هجران القناة
تراجع استخدام القناة كما القنوات الأخرى القديمة في البلاد خلال القرن 19 و20. ومع ذلك واصلت النباتات النمو حول القنوات. في ما بين 1904 و1905 ضرب البحرين وباء الكوليرا والطاعون مما أسفر عن مقتل المئات. كان يعتقد أن القنوات تؤوي الجراثيم القاتلة وانتقلت من خلال غسيل الملابس في القنوات. وصف المؤرخ محمد علي التاجر المنامة في ذلك الوقت بأنها: «أرض المنامة تتكون من الأهوار والمستنقعات التي تلوث الهواء مع تزايد انتشار الأوبئة».